# Zwierzyniec Pierwszy
Zwierzyniec Pierwszy – wieś w Polsce, położona w województwie śląskim, w powiecie kłobuckim, w gminie Opatów.

## Podział administracyjny
W latach 1975–1998 miejscowość administracyjnie należała do województwa częstochowskiego.